# Stadtbezirk 9 (Düsseldorf)
Der Stadtbezirk 9 ist einer von zehn Stadtbezirken der nordrhein-westfälischen Landeshauptstadt Düsseldorf. Er umfasst die Stadtteile Benrath, Hassels, Himmelgeist, Holthausen, Itter, Reisholz, Urdenbach und Wersten. Die Form der Stadtbezirke zur Gliederung der Stadt Düsseldorf wurde 1975 eingeführt. Der Sitz der Bezirksverwaltung befindet sich im Rathaus Benrath.
Im Gegensatz zu anderen nordrhein-westfälischen Großstädten wie Köln oder Duisburg verfügen die Stadtbezirke in Düsseldorf nicht über Eigennamen, sondern werden lediglich mit einer Ziffer bezeichnet.

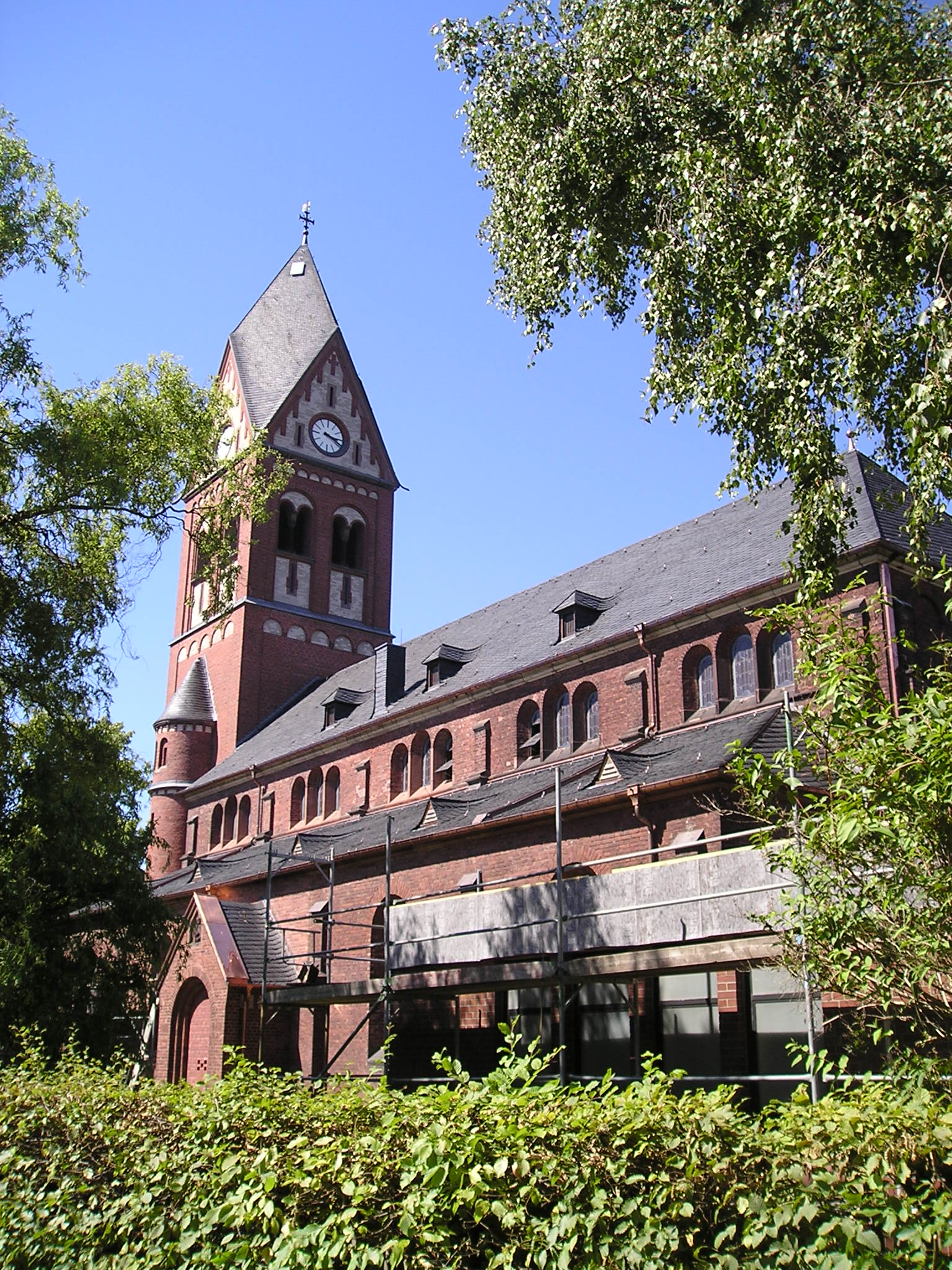
Herz-Jesu-Kirche, Urdenbach
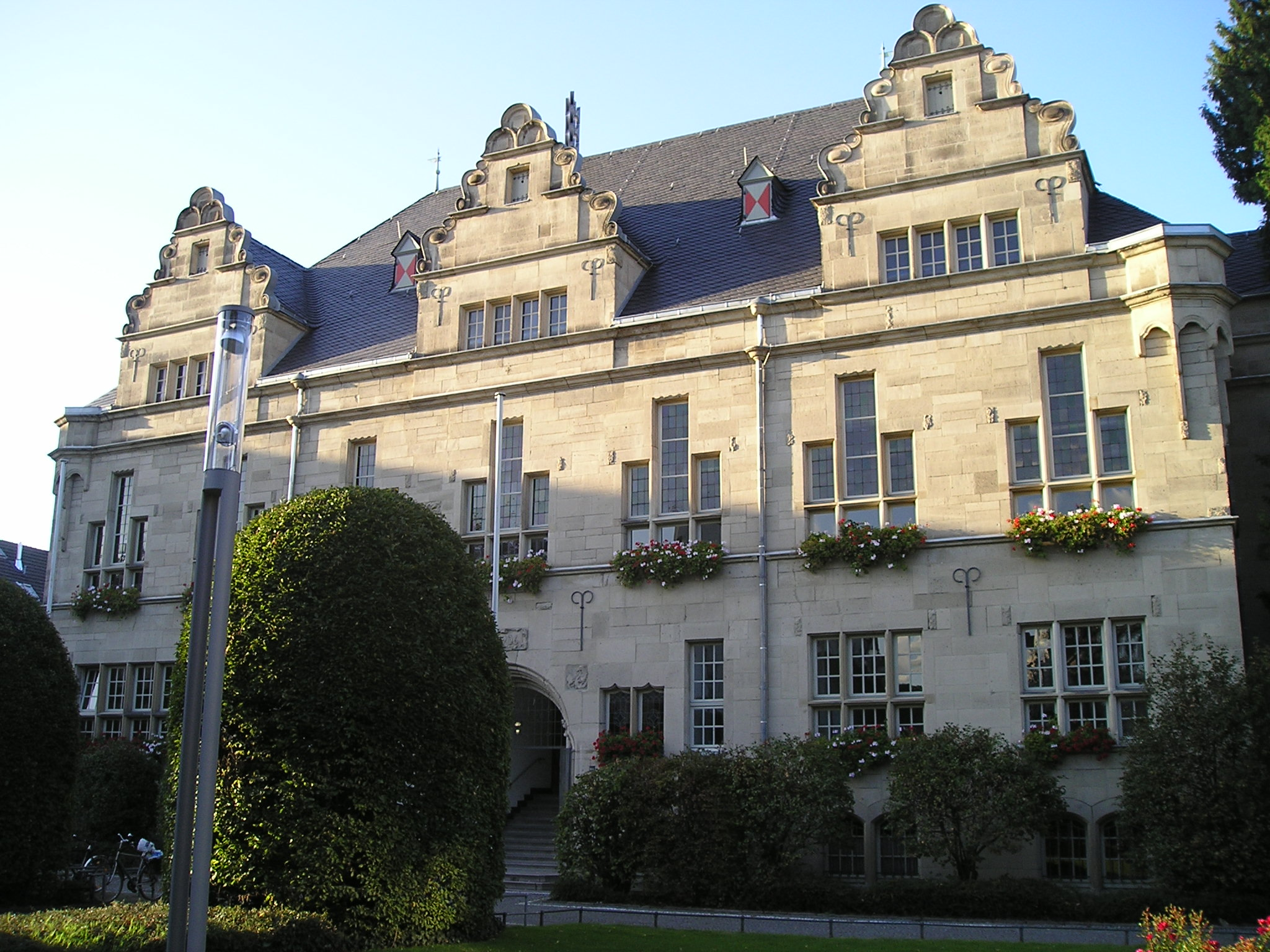
Rathaus Benrath, Sitz von Verwaltung und Bezirksvertretung des Stadtbezirks 9
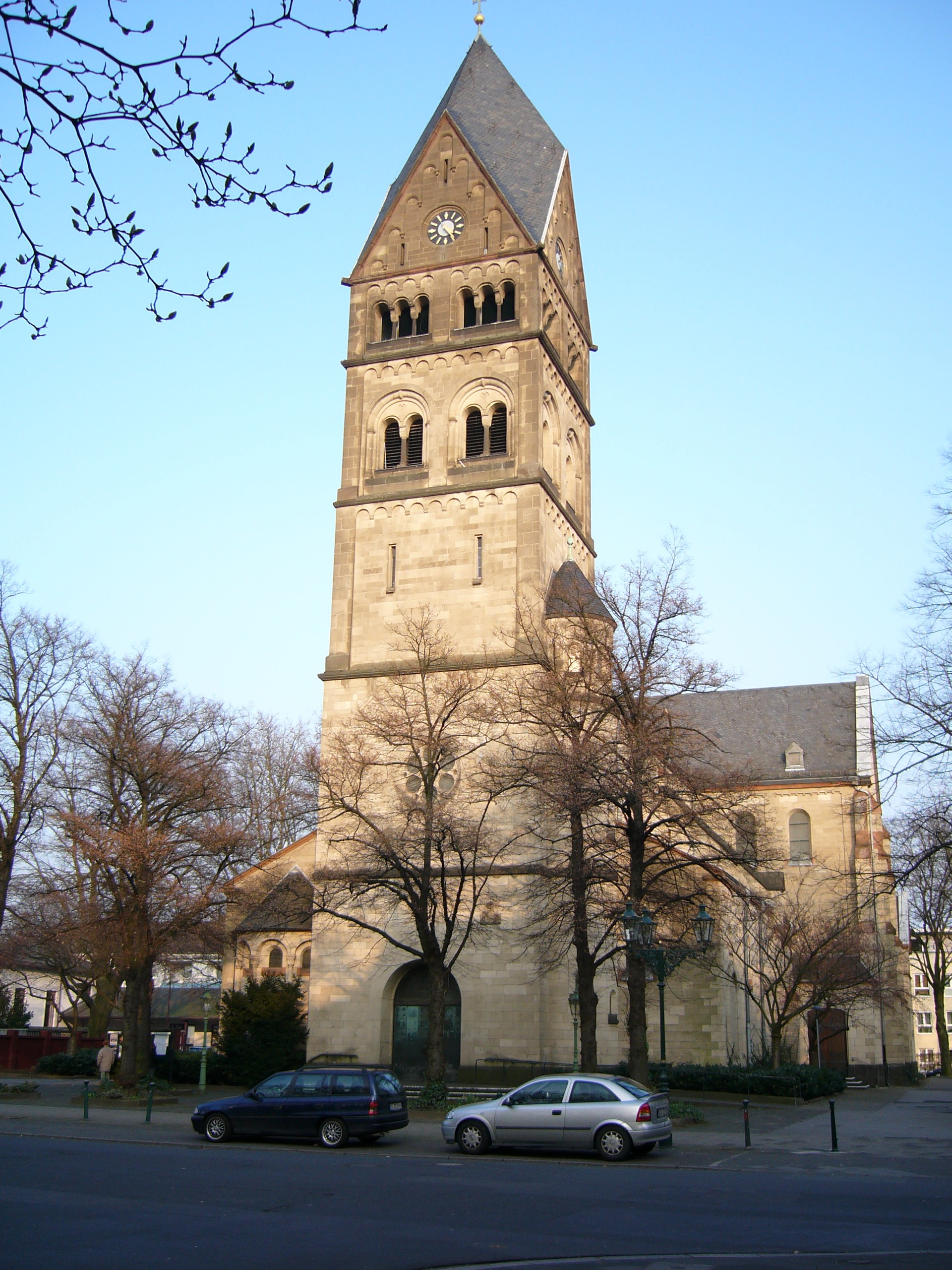
St. Maria Rosenkranz, Wersten

## Politik
| Sitzverteilung in der Bezirksvertretung Stadtbezirk 9 Düsseldorf 2020Insgesamt 19 Sitze - Linke: 1 - SPD: 4 - Grüne: 5 - CDU: 7 - FDP: 1 - AfD: 1 Bezirksvertretungswahl 2020in Prozent %403020100 36,823,320,07,45,04,53,1 CDUGrüneSPDFDPAfDLinkeSonst.Gewinne und Verlusteim Vergleich zu 2014 %p 12 10 8 6 4 2 0 −2 −4 −6 −8−10−12−3,7+10,9−11,2+2,2+5,0−0,5−2,6CDUGrüneSPDFDPAfDLinkeSonst. |

## Stadtteile
| Stadtteil   | Einwohnerzahl              |
| ----------- | -------------------------- |
| Benrath     | 16.751 (31. Dezember 2018) |
| Hassels     | 18.161 (31. Dezember 2018) |
| Himmelgeist | 02.034 (31. Dezember 2016) |
| Holthausen  | 12.844 (31. Dezember 2018) |
| Itter       | 02.395 (31. Dezember 2018) |
| Reisholz    | 03.721 (31. Dezember 2018) |
| Urdenbach   | 10.633 (31. Dezember 2018) |
| Wersten     | 27.232 (31. Dezember 2016) |